# 金雄
金 雄（キム・ウン、김웅）は、朝鮮民主主義人民共和国の軍人。中国名は王信虎。延安派に所属。日中戦争では新四軍で活動し、最も高い地位にいた朝鮮人であった。朝鮮戦争開戦時の第1軍団長。

## 経歴
1912年、慶尚北道に生まれる。1930年代初めに中国に渡り1933年7月、中央陸軍軍官学校（第10期）入学。第1総隊歩兵大隊第3隊配属。1936年6月に卒業後は延安に行き抗日軍政大学（第5期）で学び中国共産党に入党した。
1940年10月、八路軍第5縦隊に随行し、江蘇省北部へ南下する。新四軍第3師が創設されると同師の敵工部で働き、主に偵察、捕虜の尋問、破壊工作等をした。後に第3師第8旅作訓科副科長、科長、第22団参謀長を歴任した。1941年10月、抗日軍政大学第5分校教育長。江蘇省北部で活動していた時期に反掃討作戦等の戦闘に参加。また、日本軍の歩兵射撃教程を翻訳し、五分校の教材となった。
1942年7月、朝鮮義勇軍華北支隊第1隊隊長。1944年に朝鮮義勇軍華中支隊を組織する。1945年11月、新四軍区朝鮮義勇軍華中支隊長として瀋陽で延安や太行山脈から移動してきた義勇軍と合流し、朝鮮義勇軍第1支隊長。満州の国共内戦に参加。
1946年3月に38度線以北に帰国し、同年7月に中央保安幹部学校政治校長。
1947年5月、第1師団長。1948年3月、労働党中央委員会委員（第2回党大会）。同年9月、民族保衛省戦闘訓練局長。
1950年6月、第1軍団長。開戦前日の6月24日昼、前線視察に赴いたところ、これを黄成福参謀長が失踪と誤認して兪成哲作戦局長に報告、姜健総参謀長を経て金日成にまで情報が達し大騒動となる。結局、金雄はすぐに戻ってきたが、その日の夜に黄成福は解任され、第1軍団は参謀長不在のまま翌6月25日の開戦を迎えることになった。
朝鮮戦争が勃発すると西部方面を侵攻した。同年9月8日、姜健が戦死すると後任として前線司令部総参謀長に就任。中国人民志願軍が参戦すると同年12月に中朝連合指揮部副司令員に就任。東部戦線に前線指揮部が組織され人民軍3個軍団を指揮。
1952年7月、民族保衛省副相。昇格はしたが、人民軍前線司令官は金光侠、中朝連合指揮部副司令員は崔庸健に交代し、軍内の実権を失っていた。同年12月、東海岸指揮部副司令。
休戦後は党委員、東欧諸国訪問団長を歴任。
1955年1月に方虎山が軍事学院院長を解任された際に「方虎山に同情する派閥分子」と糾弾された。同年4月14日に開かれた中央総会で、金日成は激しい口調で朴一禹、金雄、方虎山を「前中国共産党員小グループ」と呼び、名指しで批判した。最後に金日成は、仕事と政治的観点において正しい立場に戻る最後の機会を与えるべきとしたが、その数か月後に朴一禹と金雄は軟禁された。
軍事クーデターの陰謀に参加したとされ、1960年1月の秘密裁判で銃殺刑を宣告された。

## 評価
- 軍人の能力は同じ延安派の武亭より優れていたと言われる[1]。また戦史編纂官のロイ・アップルマンは、金雄を「豪傑」「精力的で厳格」と評し、朝鮮人民軍の指揮官で最も有能と述べている[18]。
- 攻勢が良く、防御が少し弱いが、すぐに学習する[19]。要求が多く酷使するタイプで、部下からは尊敬よりも恐れられていた[19]。